# Fissidens allionii
Fissidens allionii är en bladmossart som beskrevs av Brotherus 1920. Fissidens allionii ingår i släktet fickmossor, och familjen Fissidentaceae. Inga underarter finns listade i Catalogue of Life.